# Wolfgang Leibnitz

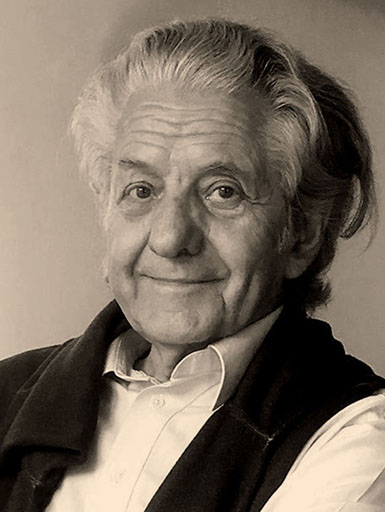
Wolfgang Leibnitz (im Mai 2018)

Wolfgang Leibnitz (* 1936 in Meerane) ist ein deutscher Pianist klassischer Musik.

## Leben
Leibnitz studierte an der Musikhochschule in Halle, wechselte nach deren Auflösung nach Leipzig und 1956 an die Hochschule für Musik in Berlin-Charlottenburg zu Gerhard Puchelt, Ernst Pepping und Josef Rufer. Für seine weitere künstlerische Entwicklung bedeutend war die Begegnung mit Claudio Arrau, dessen Schüler er viele Jahre war.

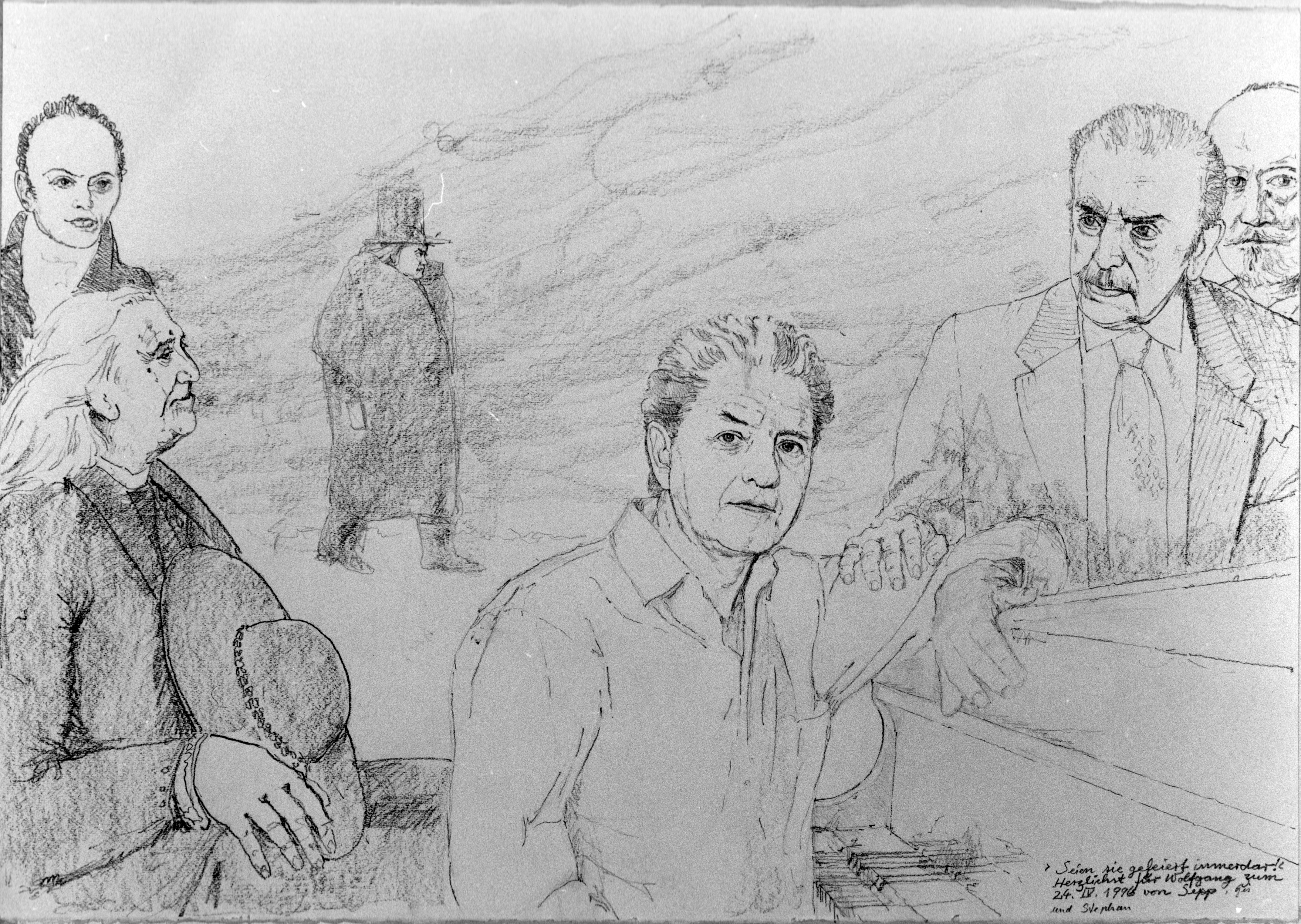
Seien sie gefeiert immerdar!, Wolfgang Leibnitz mit seinen musikalischen Vätern, Bleistiftzeichnung von Joseph Harnest 1996.

Seit 1961 lebt er in München. Er gründete dort 1988 das Leonardo Trio. Leibnitz ist Partner in Kammermusikvereinigungen; er unternahm Konzertreisen als Solist, Liedbegleiter und Kammermusikpartner in Europa, nach Saudi-Arabien und Südamerika.
Sein Repertoire umfasst fast das gesamte Spektrum der Klavierliteratur; als Debussy- und Mozart-Interpret hat er sich ebenso einen Namen gemacht wie als Gestalter romantischer Klaviermusik und als Interpret zeitgenössischer Werke.

## Einspielungen
- Franz Schubert: Sonate B-Dur, Moments musicaux, NYX, Holzkirchen 1999 (CD)
- Klaviersuiten des 20. Jahrhunderts von Debussy, Bartók, Strawinsky und Baur, VDE-Gallo, Lausanne, 2001 (CD)
- Frédéric Chopin: Sonate b-Moll, 24 Préludes, VDE-Gallo, Lausanne, 2002 (CD)
- Frédéric Chopin: Ausgewählte Klavierstücke, VDE-Gallo, Lausanne, 2002 (CD)
- Franz Liszt: Les jeux d’eau à la Villa d’Este, Sonate h-moll, Mephisto Walzer, VDE Gallo 2008 (CD)
- Klassische Klavierstücke von Leibnitz, Haydn, Mozart und Beethoven, VDE-Gallo, Lausanne, 2011 (CD)
- Robert Schumann, Papillons Opus 2 u. a., VDE-Gallo, Lausanne, 2011 (CD)
- Franz Schubert: Klavierwerke,  VDE-Gallo, Lausanne, 2011

## Besondere Aufführungen (Auswahl)
- August 2016 Musikalische Lied-Begleitung zu: Die schöne Müllerin, Abend mit Florian Prey, Norddorfer Gemeindehaus Amrum.[3]
- Dezember 2016 Musikalische Begleitung zu: Jahresendzeitgeschichten mit Musik, Abend mit Gerhard Polt, Waitzinger Keller Miesbach.[4]
- Januar 2019 Musikalische Begleitung zu: Im Abgang Nachtragend, Abend mit Gerhard Polt, Bürgerhaus Eching.[5]
- 2019 Solokonzert: Moments Musicaux – Fritz Harnest, ein Graphiker der Moderne und die Musik – Klavierabend mit dem Klangzauberer Wolfgang Leibnitz, mit einer Bildprojektion von Willee Regensburger,[6] Vereinshaus Traunstein.[7]

## Nachweis
1. ↑  Erika v. Borries, Wilhelm Müller - Der Dichter der Winterreise, C.H. Beck Verlag 2007, S. 317.
2. ↑  Bleistiftzeichnung von Joseph Harnest zum 60. Geburtstag von W. Leibnitz. Dargestellte Personen v. L., Carl Czerny, Franz Liszt, Ludwig van Beethoven, Wolfgang Leibnitz, Claudio Arrau und Martin Krause
3. ↑  Amrum News online vom 22. August 2016
4. ↑  kultur vision aktuell vom 6. Dezember 2016
5. ↑  Süddeutsche Zeitung online vom 21. Dezember 2018
6. ↑  Inspirierte Verbindung. In: Traunsteiner Tagblatt am 19. Juli 2019
7. ↑  Veranstaltungsprogramm Chiemgauer Kulturtage, 12. – 28. Juli 2019

| Personendaten    | Personendaten      |
| ---------------- | ------------------ |
| NAME             | Leibnitz, Wolfgang |
| KURZBESCHREIBUNG | deutscher Pianist  |
| GEBURTSDATUM     | 1936               |
| GEBURTSORT       | Meerane            |